# Polyrhachis exarata
Polyrhachis exarata é uma espécie de formiga do gênero Polyrhachis, pertencente à subfamília Formicinae.